# Lenin-mauzóleum
A Lenin-mauzóleum (oroszul: Мавзоле́й Ле́нина, Mavzolej Lenyina) Vlagyimir Iljics Lenin nyughelye, mely Moszkvában található, a Vörös téren. Lenin bebalzsamozott holttestét 1924 óta lehet megtekinteni a mauzóleumban, melyet Alekszej Szusev tervezett, először fából, később gránitból.

## A mauzóleum

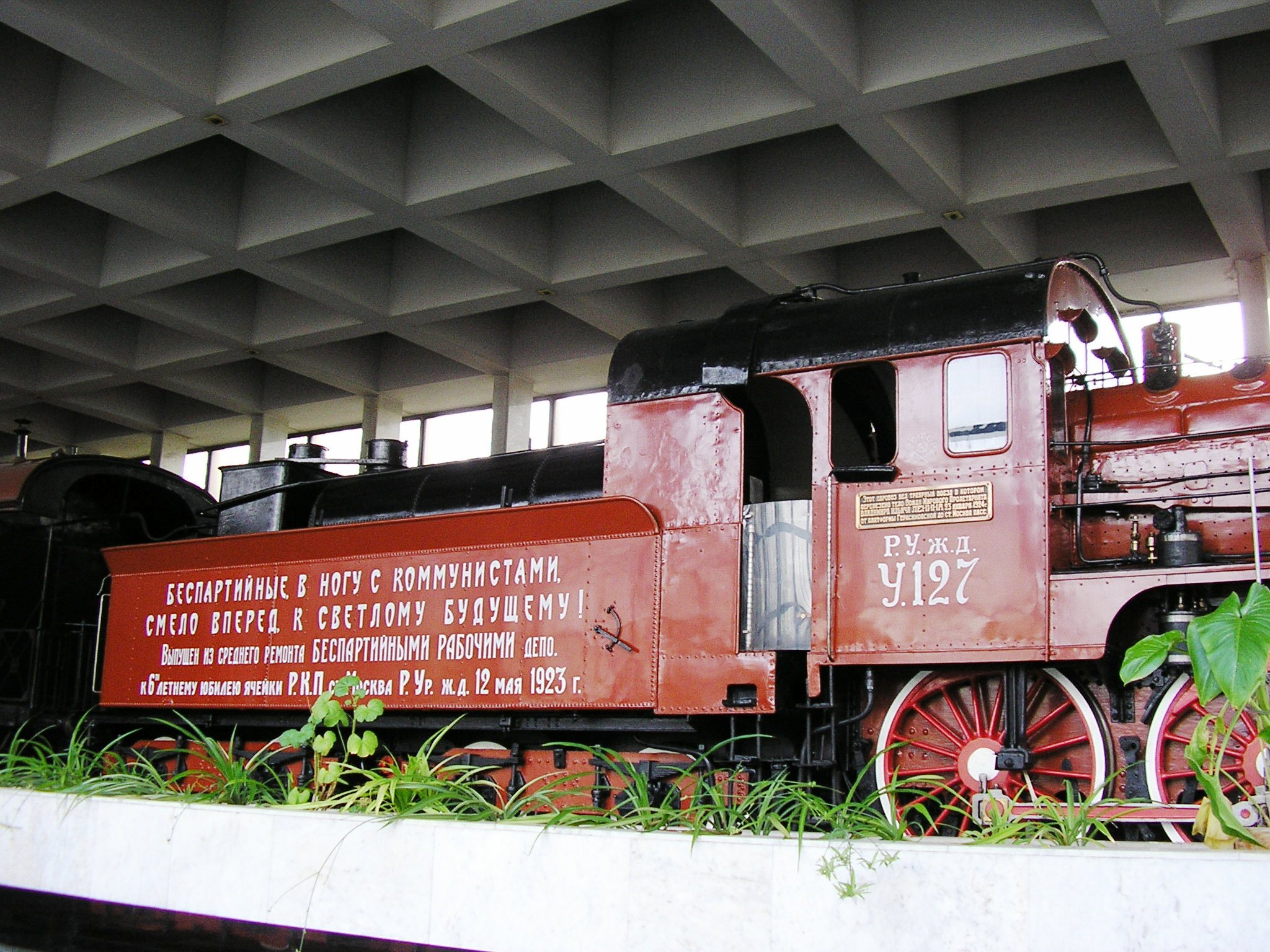
Lenin temetési vonata

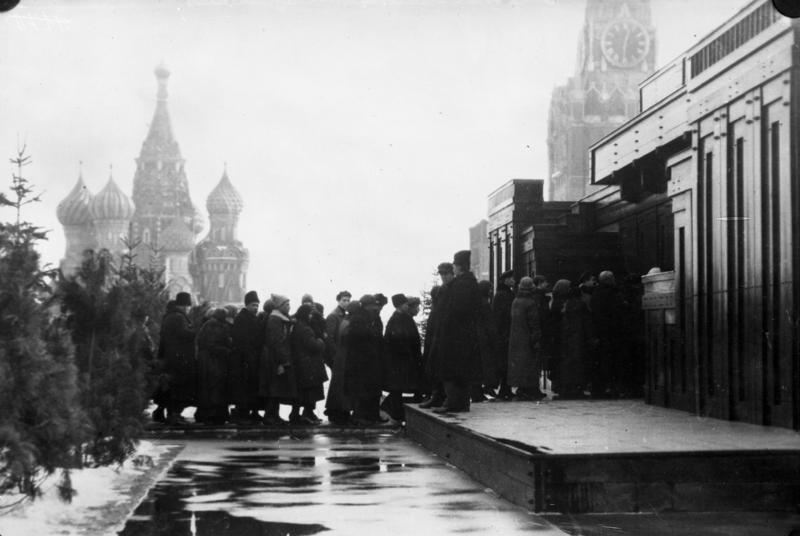
A fából készült mauzóleum 1925-ben

Lenin halála után Alekszej Scsuszev építészt bízták meg a mauzóleum tervezésével. A dupla L alakú, tölgyfából készült építményt 1924. január 27-én nyitották meg, majd márciustól augusztusig egy nagyobbat építettek, 9 méter magas és 18 méter hosszú, piramisszerű építmény volt. 1929 júliusában kezdődtek meg a gránitból és labradorkőből készülő mauzóleum építési munkálatai, melynek alaprajza nagyjából megegyezik az elbontott faépületével. 1930 októberében készült el. A látogatók a főbejáraton lépnek be, majd a bal oldali, három méteres lépcsőn ereszkednek le a sírboltba, körbejárják a szarkofágot, majd a jobb oldali lépcsőn távoznak. 1945-ben a mauzóleumhoz egy tribünt is építettek, a közjogi méltóságok számára.

## A balzsamozás

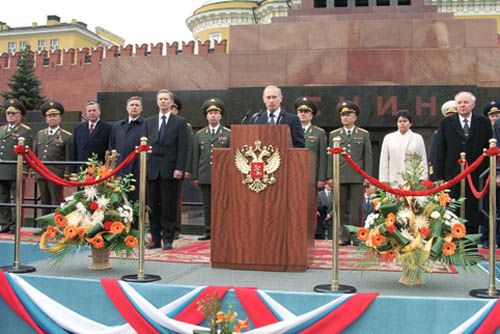
Putyin a mauzóleum előtt

A Lenin testét balzsamozó család tagjai szerint naponta kell gondozni a testet, melyet 16 °C-on és 80-90%-os páratartalom mellett tartanak, kálium-acetáttal és glicerinnel tartósítják. Tizennyolc havonta a testet speciális kémiai fürdőben részesítik, a kemikáliák összetételét sokáig titokban tartották. A testet egy üveg fürdőkádba helyezik, melyben kálium-acetát, alkohol, glicerin, desztillált víz és kinin keveréke van.
1942-ben Lenin testét Tyumenybe szállították, amikor Moszkva náci megszállásától tartottak; itt tudósok állították helyre az időközben rossz állapotba került testet. 2003-ban a testet új öltönybe öltöztették.

## Napjainkban
A Szovjetunió összeomlása után már felmerült az orosz vezetésben, hogy eltemetik a testet, ám ezt akkor még nem merték kivitelezni, tartva a társadalom ellenállásától, manapság azonban az oroszok mintegy 59%-a véli úgy, hogy el kellene temetni az egykori vezetőt.